# Projecte Forestier
El projecte Forestier fou un projecte engegat per Francesc Cambó l'any 1915, en aquell moment regidor de l’ajuntament i comissari de la futura Exposició Universal de 1929 de Barcelona. Cambó va fer venir Jean Claude Nicolas Forestier, llavors conservador dels parcs de París, per projectar les noves zones verdes impulsades amb motiu de l’Exposició Universal.
La síntesi de natura-arquitectura li va permetre que assolís aquest paper amb Nicolau Rubió i Tudurí, col·laborador i continuador de la seva interpretació del jardí mediterrani.

## Actuacions de Forestier a Barcelona
A Forestier i la seva influència la jardineria barcelonina li deu el disseny d'alguns dels millors jardins de la ciutat, incloent bona part de la muntanya de Montjuïc, i la introducció del concepte de jardins mediterranis a la ciutat de Barcelona. Directament i a través del seu deixeble Nicolau Rubió i Tudurí, varen desenvolupar una notable escola de paisatgisme i jardineria a Catalunya. Rubió i Tudurí l'any 1917 es va convertir en director dels Parcs Públics i Arbrat de Barcelona, i s'encarregà de dirigir i donar continuïtat a l'obra de Forestier. L'experiència adquirida per Forestier a Buenos Aires li va permetre introduir a Barcelona nombroses espècies exòtiques sud-americanes, incloent la tipuana (Tipuana tipu), la bellaombra (Phytolacca dioica) i la xicranda (Jacaranda mimosifolia).
Amb motiu de l'Exposició d'Indústries Elèctriques del 1917, que finalment acabà sent l'Exposició Internacional de 1929, Forestier fou contractat per l'Ajuntament de Barcelona i per Francesc Cambó, un dels comissaris de la projectada exposició, per enjardinar i arranjar part de la muntanya de Montjuïc. Forestier arribà a Barcelona el 1915 i les obres es van iniciar entre 1915 i 1916 amb el projecte del parc de Laribal, d'inspiració àrab. Els Jardins de Laribal, enllestits el 1922 i inclosos dins del recinte de l'Exposició, van obtenir una gran anomenada. Forestier i Rubió van imposar un nou estil, d'arrel mediterrània, tot aprofitant la vegetació preexistent —des de plantes autòctones fins als arbres fruiters del passat agrícola de la muntanya—, però integrant-la en un concepte de jardineria renovador i original. Forestier va aprofitar el pendent de 32 metres per dissenyar terrasses, escales i salts d’aigua que portaven a camins i placetes amb bancs on poder descansar.
Forestier també va projectar els jardins d'Amargós, que porten el nom de Josep Amargós i Samaranch, autor del primer projecte d'urbanització de la muntanya de Montjuïc. Aquests jardins es configuren en diverses terrasses prenent com a model els antics jardins de Babilònia. Actualment es coneixen com a jardins del Teatre Grec en referència al teatre projectat el 1920 per Ramon Reventós. Aquests jardins acollien un important roserar i es van idear per connectar els Jardins de Laribal amb els palaus de l'Exposició Internacional de la part baixa de la muntanya, al passeig de Santa Madrona, salvant un desnivell de més de 15 metres. La gran escalinata imperial de pedra s'ocupà de superar les diferències de cota entre les terrasses.
El jardí de l'Umbracle, dins el recinte de l'exposició, i els Jardins de Miramar es deuen també a Forestier. Forestier concebé l'escalinata, situada al final del passeig de les Bateries i encara inacabada, com a accés a la projectada secció marítima de l'exposició. Donat que el terreny era molt abrupte, organitzà la urbanització de la zona de Miramar en terrasses connectades mitjançant escales, formant una escalinata majestuosa i imponent. Les obres, però, es van aturar quan es va desestimar la secció marítima de l'exposició.
El 1916 Forestier projectà el jardí situat al Parc de la Ciutadella, que urbanitzà l'antiga plaça d'Armes de la Ciutadella davant l'actual edifici del Parlament de Catalunya. A l'estany ovalat s'hi ubicà l'escultura Desconsol, de Josep Llimona.
Forestier va fer els estudis dels Parc de Pedralbes, una idea summament ambiciosa, ja que si s'hagués fet realitat hauria dotat a Barcelona d'un parc immens en una zona privilegiada de Pedralbes, on hi haurien concorregut la carretera de Madrid, l'Avinguda Diagonal i la carretera d'Esplugues. A més, s'hi havia previst una avinguda que unís el parc de Pedralbes amb la desembocadura del riu Llobregat. De la idea de Forestier posteriorment només es realitzà el jardí del Palau Reial de Pedralbes i, molt més tard, el parc de Cervantes.
El 1918 projectà la part històrica del Parc del Guinardó, en col·laboració amb Rubió i Tudurí.